# Kerstin af Jochnick
Kerstin af Jochnick (17 de março de 1958)  uma banqueira e economista sueca. Diretora da Finansinspektionen, a Autoridade Sueca de Supervisão Financeira, atua no Conselho de Supervisão do BCE. De 1995 a 2007, foi responsável pelo departamento de supervisão prudencial na Finansinspektionen. Antes disso, ocupou vários cargos no Banco Central Sueco. De janeiro de 2008 a agosto de 2009 foi Presidente do Comitê das Autoridades Europeias de Supervisão Bancária (CEBS). Ela é membro do Comitê de Supervisão Bancária da Basileia e Diretora Geral da Associação Sueca de Banqueiros.